# Tristan Degreef
Tristan Degreef (Lovanio, 19 gennaio 2005) è un calciatore belga, centrocampista dell'Anderlecht.

## Carriera

### Club
Degreef è cresciuto nel settore giovanile dell'Anderlecht, con cui ha firmato il primo contratto professionistico il 20 luglio 2021. Ha debuttato in prima squadra il 31 ottobre 2023 nell'incontro di Coppa del Belgio vinto 1-0 contro il La Louvière ed ha segnato il suo primo gol il 28 novembre 2024 in Europa League contro il Porto.

### Nazionale
Ha giocato nella nazionale belga Under-19.

## Statistiche

### Presenze e reti nei club
Statistiche aggiornate al 18 marzo 2025.
| Stagione        | Squadra         | Campionato      | Campionato | Campionato | Coppe nazionali | Coppe nazionali | Coppe nazionali | Coppe continentali | Coppe continentali | Coppe continentali | Altre coppe | Altre coppe | Altre coppe | Totale | Totale | Totale |
| Stagione        | Squadra         | Comp            | Pres       | Reti       | Comp            | Pres            | Reti            | Comp               | Pres               | Reti               | Comp        | Pres        | Reti        | Pres   | Reti   |        |
| --------------- | --------------- | --------------- | ---------- | ---------- | --------------- | --------------- | --------------- | ------------------ | ------------------ | ------------------ | ----------- | ----------- | ----------- | ------ | ------ | ------ |
| 2022-2023       | RSCA Futures    | D2              | 8          | 0          | -               | -               | -               | -                  | -                  | -                  | -           | -           | -           | 8      | 0      |        |
| 2023-2024       | RSCA Futures    | D2              | 20         | 3          | -               | -               | -               | -                  | -                  | -                  | -           | -           | -           | 20     | 3      |        |
| 2024-2025       | RSCA Futures    | D2              | 4          | 1          | -               | -               | -               | -                  | -                  | -                  | -           | -           | -           | 4      | 1      |        |
| 2023-2024       | Anderlecht      | D1              | 1          | 0          | CB              | 3               | 0               | -                  | -                  | -                  | -           | -           | -           | 4      | 0      |        |
| 2024-2025       | Anderlecht      | D1              | 10         | 0          | CB              | 4               | 1               | UEL                | 8                  | 1                  | -           | -           | -           | 22     | 2      |        |
| Totale carriera | Totale carriera | Totale carriera | 43         | 4          |                 | 7               | 1               |                    | 8                  | 1                  |             | -           | -           | 58     | 6      |        |